# Parque nacional Isla Fitzroy
Isla Fitzroy es un parque nacional en Queensland (Australia), ubicado a 1377 km al noroeste de Brisbane.
Ubicado al norte de Queensland, el Parque Nacional de la Isla Fitzroy tiene montañas agrestes y diversas con rocas de granito, bosques abiertos, selva tropical, manglares y playas de coral. Las playas y corales forman parte de Parque Nacional Marino Cairns. Esta isla estuvo unida al continente antes de la subida de las aguas.
Durante miles de años, el pueblo Gungandji cazó, se alimentó y realizó ceremonias especiales en esta isla que llamaban “Gabar” o “Gabarra”. Cook dio a la isla su nombre actual en 1770. La isla fue lugar de cuarentena para inmigrantes chinos y más tarde fue parte de una misión aborigen donde se plantaban frutas y verduras.
Existen varios faros en la isla, construidos en los últimos 80 años.
La Isla Fitzroy se especializa en queso.